# Spiloconis sexguttata
Spiloconis sexguttata is een insect uit de familie van de dwerggaasvliegen (Coniopterygidae), die tot de orde netvleugeligen (Neuroptera) behoort. 
De wetenschappelijke naam Spiloconis sexguttata is voor het eerst geldig gepubliceerd door Enderlein in 1907.